# Miss Mundo Bulgaria
Miss Mundo Bulgaria (en búlgaro: Мис Свят България, romanizado: Mis Svyat Bŭlgariya) es un concurso de belleza nacional en Bulgaria. Se encarga de seleccionar a las representantes del país para el concurso Miss Mundo.

## Historia
En 1988, Strahil Ganovski organizó el concurso «Miss Patria» (en búlgaro: Мис Родина). Sonia Vassilieva fue la ganadora de este concurso y posteriormente representó a Bulgaria en Miss Mundo 1988, marcando el debut del país en Miss Mundo.
A partir de 1990, el empresario y propietario de la agencia de modelaje Intersound, Vasil Papazov empezó a organizar de nuevo el Miss Bulgaria. En diciembre de 1997, Papazov fue asesinado de un disparo en la cabeza. Tras esto, su esposa Irina Papazova, se hizo cargo del concurso desde 1998. Papazova perdió la licencia de Miss Mundo en 1998 ante Evgenia Kalkandzhieva, Miss Bulgaria 1995, quien envió representantes a Miss Mundo en 1998 y 1999. Miss Bulgaria volvió a enviar representantes a Miss Mundo desde 2002 hasta 2013.
En 2014, Bulgaria se retiró de Miss Mundo ya que el Miss Bulgaria 2014 se llevó a cabo una semana después del concurso internacional. En 2015, Veneta Krasteva, quien estaba trabajando en China y había competido en Miss Universo 2013, fue invitada por la Organización Miss Mundo para competir en Miss Mundo 2015, que se estaba llevando a cabo en Sanya. Al año siguiente, Kresteva adquirió la licencia de Miss Mundo junto con la de Miss Universo.

## Ganadoras
: Declarada como ganadora
     : Terminó como finalista
     : Terminó como una de las semifinalistas o cuartofinalistas
     : Terminó como ganadora de premios especiales
| Año           | Miss Mundo Bulgaria                                                    | Posición en Miss Mundo                                                 | Notas                                                                  |
| ------------- | ---------------------------------------------------------------------- | ---------------------------------------------------------------------- | ---------------------------------------------------------------------- |
| 2025          | Teodora Miltenova                                                      | No clasificó                                                           |                                                                        |
| 2025          | Elvira Yordanova                                                       | No compitió                                                            | Renunció por firmar un contrato con otra organización.                 |
| 2023          | Ivana Sabeva                                                           | No clasificó                                                           |                                                                        |
| 2023          | Kristiyana Yordanova                                                   | No compitió                                                            | Yordanova fue reemplazada por Subeva.                                  |
| 2021          | Eva Dobreva                                                            | No clasificó                                                           |                                                                        |
| 2020          | Debido al impacto de la pandemia de COVID-19, no hubo concurso en 2020 | Debido al impacto de la pandemia de COVID-19, no hubo concurso en 2020 | Debido al impacto de la pandemia de COVID-19, no hubo concurso en 2020 |
| 2019          | Margo Cooper                                                           | No clasificó                                                           | Cooper ganó Top Model of the World 2016                                |
| 2018          | Kalina Miteva                                                          | No clasificó                                                           |                                                                        |
| 2017          | Veronika Stefanova                                                     | No clasificó                                                           |                                                                        |
| 2016          | Galina Mihailova                                                       | No clasificó                                                           |                                                                        |
| 2015          | Veneta Krasteva                                                        | No clasificó                                                           |                                                                        |
| Miss Bulgaria |                                                                        |                                                                        |                                                                        |
| 2014          | No compitió                                                            | No compitió                                                            | No compitió                                                            |
| 2013          | Nansi Karaboycheva                                                     | No clasificó                                                           |                                                                        |
| 2012          | Gabriela Vasileva                                                      | No clasificó                                                           |                                                                        |
| 2011          | Vanya Peneva                                                           | No clasificó                                                           |                                                                        |
| 2010          | Romina Andonova                                                        | No clasificó                                                           |                                                                        |
| 2009          | Antonia Petrova                                                        | No clasificó                                                           |                                                                        |
| 2008          | Julia Yurevich                                                         | No clasificó                                                           |                                                                        |
| 2007          | Paolina Racheva                                                        | No clasificó                                                           |                                                                        |
| 2005          | Rositsa Ivanova                                                        | No clasificó                                                           |                                                                        |
| 2004          | Gergana Guncheva                                                       | No clasificó                                                           |                                                                        |
| 2003          | Rajna Naldzhieva                                                       | No clasificó                                                           |                                                                        |
| 2002          | Desislava Antoniya Guleva                                              | No clasificó                                                           |                                                                        |
| 2002          | Teodora Burgazlieva                                                    | No compitió                                                            | Burgazlieva no compitió porque se descubrió que había posado desnuda.  |
| 2001          | Stanislava Karabelova                                                  | No clasificó                                                           |                                                                        |
| 2000          | Vanya Peycheva                                                         | No clasificó                                                           |                                                                        |
| 1999          | Violeta Zdravkova                                                      | No clasificó                                                           |                                                                        |
| 1998          | Polina Petkova                                                         | No clasificó                                                           |                                                                        |
| 1997          | Simona Velitchkova                                                     | No clasificó                                                           |                                                                        |
| 1996          | Viara Kamenova                                                         | No clasificó                                                           |                                                                        |
| 1995          | Evgenia Kalkandzhieva                                                  | Top 10                                                                 |                                                                        |
| 1994          | Stella Ognianova                                                       | No clasificó                                                           |                                                                        |
| 1993          | Vera Roussinova                                                        | No clasificó                                                           |                                                                        |
| 1992          | Elena Draganova                                                        | No clasificó                                                           |                                                                        |
| 1991          | Liubomira Slavcheva                                                    | No clasificó                                                           |                                                                        |
| 1990          | Violeta Galabova                                                       | No clasificó                                                           |                                                                        |
| 1989          | No compitió                                                            | No compitió                                                            | No compitió                                                            |
| 1988          | Sonia Vassilieva                                                       | No clasificó                                                           |                                                                        |